# 장피에르 라파랭
장피에르 라파랭(Jean-Pierre Raffarin, 프랑스어 발음: [ʒɑ̃ pjɛʁ ʁafaʁɛ̃], 1948년 8월 3일 ~)은 프랑스의 우익 정치인이자 상원 의원이다. 2002년 5월 6일부터 2005년 5월 31일까지 자크 시라크 정부에서 프랑스의 총리를 지냈으며, 2005년 5월 31일 유럽 헌법 비준 국민 투표에서 반대가 과반수를 넘자, 총리 직에서 물러났다.

## 같이 보기
- 프랑스 정부수반 목록